# Grupo consonántico
En lingüística, un grupo consonántico, también conocido como secuencia consonántica o compuesto consonántico, es una serie de dos o más consonantes sin una vocal intermedia. En el español, los grupos más frecuentes incluyen las consonantes 'l' o 'r', como 'cl' en claro, 'cr' en crío, 'pl' en plato o 'pr' en prado. Otros grupos comunes son 'ps' (psicológico), 'tl' (atlántico, muy frecuente en México debido a la influencia del náhuatl), y 'xtr' (extra, con pronunciaciones que varían entre 'ekstra' y 'estra'). En inglés, ejemplos incluyen /spl/ y /ts/ en splits.

## Pronunciación en español
En español, algunos grupos consonánticos presentan dificultades para los hispanohablantes, lo que lleva a simplificaciones o adaptaciones fonéticas:
- ps-: En palabras como psicología, tiende a pronunciarse como sicología, omitiendo la 'p'. Sin embargo, en bíceps se mantiene el grupo consonántico.
- gn-: Como en gnomo, donde el grupo puede simplificarse en la pronunciación coloquial.
- sp-: En préstamos extranjeros, este grupo inicial se transforma en 'esp' mediante la inserción de una vocal epentética, como en espanglish (del inglés spanglish).

Estas adaptaciones reflejan la tendencia del español a reinterpretar grupos consonánticos extranjeros según su propio sistema fonológico, acomodándolos a las reglas de la lengua.

## Fonotáctica
Cada idioma tiene restricciones fonotácticas que determinan qué grupos consonánticos son permisibles. En español, los grupos suelen ser más simples que en otros idiomas, como el inglés, donde se permiten grupos más complejos (por ejemplo, /kstr/ en extra [kst̠ɹ̠̊˔ʷ] en algunos acentos). Algunos idiomas son extremadamente restrictivos:
- El hawaiano prohíbe completamente los grupos consonánticos.
- El japonés permite secuencias limitadas, como nasales seguidas de otra consonante (por ejemplo, Honshū) o geminadas como /kk/, /pp/, /ss/, /tt/.
- El árabe estándar no permite grupos iniciales y restringe a un máximo de dos consonantes consecutivas en otras posiciones, aunque el árabe marroquí permite más flexibilidad bajo la influencia de las lenguas bereberes.
- Las lenguas austroasiáticas, como el jemer, permiten hasta tres consonantes iniciales por sílaba.

Por otro lado, lenguas como las kartvelianas (por ejemplo, el georgiano) son muy permisivas, con grupos de hasta ocho consonantes, como en /ɡvbrdɣvnis/ ('nos está desplumando'). Las lenguas eslavas, como el checo (Strč prst skrz krk, 'meter un dedo por la garganta'), también permiten grupos complejos, especialmente con consonantes líquidas como /r/ o /l/ actuando como núcleo silábico.

## Origen
Los grupos consonánticos pueden originarse por la pérdida de una vocal entre dos consonantes, a menudo debido a la reducción vocálica por falta de acento. En inglés, muchos grupos provienen de tiempos protoindoeuropeos, como glow (del proto-germánico *glo-, y este del protoindoeuropeo *gʰel-ó, 'brillar'). También pueden surgir por asimilación, como en lenguas eslavas donde combinaciones como mji evolucionan a mlji.

## Grupos en diferentes lenguas
Las lenguas varían en su estructura silábica y preferencias de grupos consonánticos. Por ejemplo:
- En el ubyjé (extinto), el préstamo psta viola el límite de dos consonantes iniciales.
- En inglés, palabras como sphere /ˈsfɪər/ y sphinx /ˈsfɪŋks/ rompen reglas al combinar dos fricativas iniciales.
- En el chino antiguo, los grupos iniciales como "tk" o "sn" se transformaron en sibilantes palatalizadas en el mandarín moderno.

Factores como la velocidad del habla, la articulación y la percepción auditiva influyen en la adaptación de grupos en préstamos lingüísticos. Además, factores sociales como la edad, el género y la ubicación geográfica pueden afectar la pronunciación de estos grupos.

## En inglés
En inglés, el grupo inicial más largo es de tres consonantes, como en split /ˈsplɪt/, strudel /ˈstruːdəl/, strengths /ˈstrɛŋkθs/ o squirrel /ˈskwɪrəl/. Los grupos finales pueden llegar a cinco consonantes, como en angsts /ˈæŋksts/, aunque son raros y a menudo resultan de epéntesis. Es crucial distinguir entre grupos consonánticos y dígrafos, ya que un dígrafo representa un solo sonido (por ejemplo, sh en ship es [ʃ]).

## Frecuencia
Los grupos consonánticos no están distribuidos uniformemente entre las lenguas. Siguen patrones como el Principio de Secuencia de Sonoridad, donde las consonantes más cercanas a la vocal son más sonoras. Los grupos más comunes incluyen secuencias de oclusiva-líquida (por ejemplo, /pl/, /tr/ en tailandés) o fricativa-líquida (/sl/ en inglés). Los grupos menos comunes, como /mx/ en ruso (мха /mxa/), son raros pero posibles.